# 矢作弘
矢作 弘（やはぎ ひろし、1947年11月12日 - ）は、日本のジャーナリスト、社会学者、元龍谷大学教授。

## 略歴
東京都生まれ。1971年横浜市立大学卒、日本経済新聞に入り、ロサンゼルス支局長、編集委員、オハイオ州立大学／ロンドン・スクール・オブ・エコノミクス客員研究員、大阪市立大学創造都市研究科教授を経て、龍谷大学政策学部教授。2004年「地方都市商業再生の条件: 都市計画行政の評価と循環型経済構築のために」で金沢大学博士（社会環境科学）。

## 著書

### 単著
- 『町並み保存運動in U.S.A.』（学芸出版社、1989年）
- 『ロサンゼルス：多民族社会の実験都市』（中公新書、1995年）
- 『都市はよみがえるか：地域商業とまちづくり』（岩波書店、1997年）
- 『地方都市再生への条件』（岩波ブックレット、1999年）
- 『地域おこしを考える視点』（公人の友社（地方自治土曜講座ブックレット）、2002年）
- 『産業遺産とまちづくり』（末松誠写真、学芸出版社、2004年）
- 『大型店とまちづくり：規制進むアメリカ、模索する日本』（岩波新書、2005年）
- 『「都市縮小」の時代』（角川oneテーマ21、2009年）
- 『縮小都市の挑戦』（岩波新書、2014年）
- 『都市危機のアメリカ：凋落と再生の現場を歩く』（岩波書店、2020年）

### 共著
- （大野輝之）『日本の都市は救えるか：アメリカの「成長管理」政策に学ぶ』（開文社出版、1990年）
- （福川裕一・岡部明子）『持続可能な都市：欧米の試みから何を学ぶか』（岩波書店、2005年）
- （脱工業化都市研究会編、大石尚子・岡部明子・尾野寛明・清水裕之・白石克孝・松永桂子・和田夏子・マグダ・ボルゾーニ）『トリノの奇跡：「縮小都市」の産業構造転換と再生』（藤原書店、2017年）
- （阿部大輔・服部圭郎・ジアンカルロ・コッテーラ・マグダ・ボルゾーニ）『コロナで都市は変わるか：欧米からの報告』（学芸出版社、2020年）

### 共編著
- （小泉秀樹）『成長主義を超えて：大都市はいま』（日本経済評論社(シリーズ都市再生)、2005年）
- （小泉秀樹）『持続可能性を求めて 海外都市に学ぶ』（日本経済評論社(シリーズ都市再生)、2005年）
- （小泉秀樹）『定常型都市への模索：地方都市の苦闘』（日本経済評論社(シリーズ都市再生)、2005年）
- （瀬田史彦）『中心市街地活性化三法改正とまちづくり』（学芸出版社、2006年）
- （明石芳彦）『アメリカのコミュニティ開発 都市再生ファイナンスの新局面』（ミネルヴァ書房、2012年）
- （阿部大輔）『持続可能な都市再生のかたち トリノ、バルセロナの事例から』（日本評論社(地域公共人材叢書)、2014年）

### 翻訳
- ニューヨークタイムズ編『ダウンサイジング・オブ・アメリカ 大量失業に引き裂かれる社会』（日本経済新聞社、1996年）

## 論文
- <矢作弘